# Eric Cantú
Eric David Cantú Guerrero (Monterrey, Nuevo León, México, 28 de febrero de 1999) es un futbolista Mexicano. Juega de Centrocampista y su equipo actual es el Atlante FC de la Liga de Expansión MX.

## Trayectoria

### Monterrey
Tras ser parte del plantel de fuerzas básicas del club tanto sub-15, sub-17 y sub-20, debutaría con la escuadra albiazul en el duelo ante el equipo del santos laguna el 11 de marzo de 2018, Cantú fue titular y disputó 66 minutos en la derrota del cuadro albiazul 3-2 en el estadio corona.

## Estadísticas
Actualizado al último partido jugado el 11 de abril de 2021.
| C. F. Monterrey · México            |               |               |    |    |    |   |   |    |    |   |
| 1.ª                                 | 2017-18       | 3             | 0  | 1  | 0  | - | - | 4  | 0  |   |
| 1.ª                                 | 2018-19       | 14            | 0  | 7  | 0  | 1 | 0 | 22 | 0  |   |
| 1.ª                                 | 2019-20       | 1             | 0  | 4  | 0  | - | - | 5  | 0  |   |
| 1.ª                                 | 2020-21       | 6             | 0  | -  | -  | 1 | 0 | 7  | 0  |   |
| Total club                          | Total club    | 24            | 0  | 12 | 0  | 2 | 0 | 38 | 0  |   |
| Atl. San Luis · México              |               |               |    |    |    |   |   |    |    |   |
| 1.ª                                 | 2020-21       | 0             | 0  | -  | -  | - | - | 0  | 0  |   |
| Total club                          | Total club    | 0             | 0  | 0  | 0  | 0 | 0 | 0  | 0  |   |
| Total carrera                       | Total carrera | Total carrera | 24 | 0  | 12 | 0 | 2 | 0  | 38 | 0 |
| (1)Incluye datos de la Copa México. |               |               |    |    |    |   |   |    |    |   |

## Palmarés

### Títulos nacionales
| Título                     | Club                     | País   | Año  |
| -------------------------- | ------------------------ | ------ | ---- |
| Primera División de México | Club de Fútbol Monterrey | México | 2019 |

### Títulos internacionales
| Título                           | Club                     | Sede      | Año  |
| -------------------------------- | ------------------------ | --------- | ---- |
| Liga de Campeones de la Concacaf | Club de Fútbol Monterrey | Guadalupe | 2019 |
| Liga de Campeones de la Concacaf | Club de Fútbol Monterrey | Guadalupe | 2021 |

- Datos: Q100324037